# Martin Andersen Nexø (dokumentarfilm fra 1947)
 For alternative betydninger, se Martin Andersen Nexø (flertydig). (Se også artikler, som begynder med Martin Andersen Nexø)
Martin Andersen Nexø er en dansk portrætfilm om forfatteren Martin Andersen Nexø fra 1947 instrueret af Poul Bang.

## Handling
Martin Andersen Nexø fortæller selv om sit forfatterskab og redegør for baggrunden for hovedpersonerne i Pelle Erobreren og Ditte Menneskebarn.